# Hugo Strange
Il professor Hugo Strange è un personaggio dei fumetti statunitensi pubblicato dalla DC Comics. È apparso per la prima volta in Detective Comics n. 36.
È un supercriminale avversario ricorrente di Batman. La sua comparsa precede di un paio di mesi quelle di Joker e Catwoman: è, infatti, il nemico più vecchio del Cavaliere Oscuro.
Strange è uno degli antagonisti più complessi e pericolosi mai incontrati dall'Uomo Pipistrello: si tratta infatti di un folle psichiatra ossessionato dalla figura di Batman, di cui conosce l'identità segreta. Suo obiettivo ultimo è quello di sostituirsi a lui come protettore di Gotham e questo lo ha portato a elaborare bizzarri piani che implicavano la genetica e la manipolazione mentale per poter sconfiggere il Cavaliere Oscuro. Per far ciò si è inoltre sottoposto ad un costante allenamento, simile a quello sostenuto da Bruce Wayne stesso, per raggiungere la perfezione fisica.

## Biografia

### Pre Crisi
Hugo Strange è un famoso scienziato, che usa una macchina rubata per generare una fitta nebbia ogni notte in modo che la sua banda possa rapinare le banche senza essere vista, anche se sa che Batman rappresenta una minaccia per lui. Batman, che già conosce gli esperimenti di Strange, inizia a indagare su di lui dopo che uno dei suoi scagnozzi ha commesso un omicidio. Quando i ladri vengono arrestati, Strange giura di tendere una trappola a Batman e di occuparsene personalmente. Batman sconfigge Strange, che viene imprigionato ma inizia rapidamente a pianificare la sua fuga.
In seguito riuscirà a sviluppare una misteriosa pozione in grado di mutare un uomo in uno zombie potenziato di tre metri, vero e proprio "uomo-mostro". Dopo la sua morte apparente, Strange tornerà nella vita di Batman, fingendo di essere un medico per ricchi abitanti di Gotham, ma tramutandoli in realtà in mostri.
Quando Bruce Wayne fa il check-in in ospedale per riprendersi discretamente dalle ustioni da radiazioni che ha subito durante la lotta con il dottor Phosphorus, Strange scopre che Wayne è Batman e procede a devastare la sua vita personale. Strange quindi tenta di mettere all'asta l'identità di Batman per il presidente del Consiglio di Gotham "Boss" Rupert Thorne, il Pinguino e il Joker. Thorne fa rapire e picchiare Strange dai suoi uomini per rivelare l'identità di Batman, ma a quanto pare Strange muore prima che possa dirglielo. Il fantasma di Strange torna quindi a tormentare Thorne, facendo impazzire il presidente del consiglio. Thorne confessa la sua lunga carriera di corruzione e viene inviato all'Arkham Asylum.
Il fantasma di Strange torna di nuovo a perseguitare Thorne in Detective Comics # 513 (aprile 1982), # 516 (luglio 1982), # 518 (settembre 1982) e # 520 (novembre 1982) e Batman (vol. 1) # 354 (dicembre 1982), che porta all'apparizione del vero Hugo Strange nell'ultimo pannello dell'ultima pagina del quinto numero qui menzionato. Come rivelato due problemi più tardi in Batman (vol. 1) n. 356 (febbraio 1983) Strange era davvero sopravvissuto al pestaggio degli uomini di Thorne usando tecniche di yoga per rallentare il battito del cuore a un livello non rilevabile. Viene anche rivelato che Strange ha creato artificialmente il "fantasma" che perseguitava Thorne usando dispositivi strategicamente posizionati che simulavano le apparenze del "fantasma", che lo spingeva a confessare alle autorità. Al suo ritorno, Strange usò di nuovo i dispositivi per riportare il "fantasma" al fine di vendicarsi di Thorne. Successivamente, Strange tenta di indebolire Bruce Wayne attraverso l'uso di droghe e robot chiamati Mandroidi, con l'obiettivo finale di usurpare il mantello di Batman. Il piano fallisce e apparentemente Strange muore ancora una volta quando tenta di uccidere Batman facendo esplodere una replica di Wayne Manor con se stesso, affermando che se non può essere Batman, nessuno può farlo. Batman sopravvive all'esplosione.
Più tardi, Strange ritorna di nuovo (l'Hugo Strange che "è morto" nell'esplosione è stato rivelato essere solo un altro mandroide dal vero) in Batman Annual # 10 (1986), in un altro tentativo di distruggere Batman e Bruce Wayne, questa volta tentando di far fallire finanziariamente Wayne usando vari trucchi per costringere tre azionisti di Wayne Enterprise a vendergli le loro azioni, permettendogli di far fallire Wayne. Tenta anche di inquadrare Batman come criminale. Tuttavia, Strange viene sconfitto e mandato in prigione. Batman mette ulteriormente in dubbio le deduzioni della sua identità da parte di Strange sostenendo di aver ipnotizzato Strange per dargli una falsa idea della vera identità di Batman poco prima che il Commissario Gordon si presentasse per effettuare l'arresto, lasciando Strange a dubitare della propria mente mentre si chiede se Batman stia tentando un doppio bluff complesso facendogli pensare che Bruce Wayne è Batman.

### Post Crisi
Nella continuità post- crisi, Strange è stato reintrodotto nella trama di " Prey " mentre uno psichiatra arruolato per aiutare una task force della polizia a catturare Batman. Mentre è brillante nel suo lavoro, Strange è raffigurato come ugualmente sbilanciato: è così ossessionato da Batman, che si veste in privato come Batman, convinto di capire l'oscurità che guida Batman, quando sottovaluta costantemente la forza di Batman.
Secondo il commissario Gordon, Strange è stato "abbandonato da bambino, cresciuto in case di stato. Un bambino brillante, ma a quanto pare aveva un brutto carattere. Nessuno sa come si è fatto passare all'università e alla scuola di medicina". Fu allevato in un orfanotrofio nella parte inferiore dell'East Side di Gotham, non lontano dal famigerato "Crime Alley", nel cuore di una parte di Gotham conosciuta come "Hell's Crucible". Strange divenne professore di psichiatria alla Gotham State University, ma il suo mandato fu sospeso a causa delle sue sempre più bizzarre teorie sull'ingegneria genetica. Ad un certo punto, viene avvicinato da un indiano di nome Sanjay, che cerca l'aiuto di Strange per curare suo fratello malato. Strange si impegna ad aiutare, e Sanjay lavora fedelmente al suo fianco da quel momento in poi. Prendendo in prestito denaro dal gangster Sal Maroni, che è impiegato nel carcere Falpin Carmine Falcone, Strange istituisce un laboratorio. Quindi corrompe un inserviente per dargli detenuti incurabilmente insani dall'Arkham Asylum, quelli che sono stati istituzionalizzati per così tanto tempo da non perdere loro.
Gli esperimenti di Strange hanno risultati letteralmente mostruosi, con i suoi soggetti di prova che si sono trasformati in giganteschi " mostri " senza cervello, dotati di forza sovrumana e istinti cannibali. Strange usa questi "uomini mostri" per raccogliere i soldi di cui ha bisogno per rimborsare le sue connessioni mafiose. Batman viene coinvolto dopo aver scoperto alcuni dei raccapriccianti resti della furia cannibale di Monster's Men's. Quando Strange libera le sue creazioni in una partita di poker illegale, aiutandosi con i soldi delle vittime dopo il massacro, le sue connessioni con la mafia iniziano a diventare sospettose. Batman rintraccia Strange, ma viene catturato da Sanjay e gettato ai Monster Men come pasto previsto. Batman non solo tiene lontane le creature, ma le usa in parte in una fuga inventiva. Strano è affascinato da Batman, credendo di aver trovato un uomo geneticamente perfetto. Crea un Monster Man finale usando una goccia di sangue di Batman, e mentre la sua creazione ha ancora molti dei difetti dei suoi "fratelli", manca la maggior parte delle grottesche deturpazioni che avevano afflitto le precedenti creazioni di Strange. Strange è costretto a distruggere il suo laboratorio per sfuggire alla cattura. Poco dopo, libera gli Uomini Mostro, incluso il fratello di Sanjay (che era stato anche mutato in un tentativo fallito di curarlo), nella tenuta di Falcone, dove risiedono i legami con la mafia di Strange. Strange vuole un nuovo inizio e si rende conto che la mafia è ancora un collegamento ai suoi esperimenti. Nella battaglia che segue, tutti i Monster Men vengono uccisi, insieme a Sanjay (che stava tentando di vendicare suo fratello). Strange fugge nel caos e riesce a sradicare tutti i legami tra se stesso e i suoi esperimenti. Fiducioso di non poter essere collegato a loro, inizia ad apparire in TV come un esperto psicologico di Batman.
È possibile che gli eventi della trama "Prey" di Doug Moench e Paul Gulacy abbiano luogo a questo punto. In parte a causa dell'apparizione di Hugo Strange in TV come esperto psicologico, al Capitano Gordon viene ordinato di riunire una task force per catturare Batman (con Strange che lavora come consulente, al fine di dedurre l'identità segreta di Batman). Man mano che l'indagine della task force avanza, Strange diventa sempre più maniacale nella sua ossessione per Batman, arrivando al punto di esprimere il desiderio di diventare Batman e vestirsi con un costume da replica. A tal fine, Strange tenta di uccidere Batman e sostituirlo / impersonare in modo permanente. Tuttavia, Strange sottovaluta ripetutamente il livello di condizionamento fisico necessario per essere Batman.
Strange alla fine conclude che Bruce Wayne è molto probabilmente Batman, fa il lavaggio del cervello al comandante della task force per diventare un vigilante letale (come parte di un complotto per trasformare il sentimento pubblico contro Batman) e rapisce la figlia del sindaco mentre si veste da Cavaliere Oscuro. Nonostante il tentativo di Strange di "spezzare" psicologicamente Batman creando registrazioni e manichini di Thomas e Martha Wayne che incolpano Bruce per le loro morti, che ha istituito a Wayne Manor, Bruce è in grado di raccogliere se stesso e concentrarsi nella Batcaverna. Il giorno seguente, affronta Strano e lo induce a dubitare della propria ipotesi sull'identità segreta di Batman, affermando che i suoi genitori vivono in Paraguay e che non ha idea di cosa stia parlando quando parla di manichini. Alla fine Strange viene esposto, ma viene sparato due volte dalla task force quando tenta di scappare vestito con la sua replica della Batsuit e cade in un fiume. Si presume quindi che Hugo Strange sia morto.
Nella trama "Terrore" di Doug Moench, Strange ritorna misteriosamente. Decide di lavorare con un altro dei nemici di Batman, lo Spaventapasseri, e di usarlo come uno strumento per aiutarlo a catturare Batman, mentre contemporaneamente è caduto in un ulteriore stato delirante, mentre si impegna in una "relazione" con un manichino vestito con Batman Cowl, che riflette la sua deformata doppia ammirazione e il suo odio per Batman. Lo Spaventapasseri gli si rivolta contro quando la terapia di Strange si rivela abbastanza efficace, inducendo Strange a cadere nella cantina della sua base padronale dove lo psichiatra contorto viene impalato su una banderuola che lo Spaventapasseri aveva lasciato in cantina in precedenza. Lo Spaventapasseri usa quindi la villa di Strange come trappola per Batman, ma il suo tentativo di usare il piano di Strange fallisce quando viene a conoscenza che il piano originale prevede di usare Crime Alley come scena di una trappola, ignorando le ragioni per cui quel vicolo è così significativo per Batman, con la sua "trappola" consistente semplicemente nell'attirare Batman nel vicolo e nel decapitare un ex compagno di classe di Crane di fronte a Batman. Con l'aiuto di Catwoman, Batman individua il nascondiglio dello Spaventapasseri e lo cattura in cantina, recuperando al contempo il corpo dello psichiatra, prima che la casa venga distrutta da un incendio, ma perde di vista Strange, con il fatto che non sia chiaro se Strange sia effettivamente sopravvissuto alla caduta nella banderuola meteorologica- sosteneva di attirare a se stesso i topi usando il suo sudore per poterli mangiare - o se lo Spaventapasseri e Batman fossero allucinati dall'esposizione al nuovo gas della paura di Crane, sebbene Batman concluda che la successiva esplosione della casa ha definitivamente ucciso Strange.
Dark Moon Rising: Batman and the Monster Men, "Prey" e "Terror" si svolgono tutti durante i primi anni di Batman. Nella timeline moderna, Strange ritorna in una trama in quattro parti chiamata "Transfert". Inizialmente apparendo nel suo costume da bagno, cattura Catwoman con l'aiuto della sua scagnocca Dora - un'ex paziente le cui questioni di identità sono state "focalizzate" da Strange in modo che lei agisca come Catwoman, anche se brandendo una pistola - e tenta di interrogarla su Lo stato attuale di Batman, Strano respinge l'esistenza dei nuovi alleati di Batman proclamandoli "parassiti", poiché non può accettare che Batman condivida il suo "potere". Viene quindi mostrato in posa come uno psichiatra che esegue valutazioni di stress standard presso Wayne Enterprises. Mentre Bruce Wayne è sul divano, Strange lo droga con un potente allucinogeno per convincere Wayne ad ammettere di essere Batman. Wayne è in grado di scappare usando un liquido detergente dall'armadio dell'ufficio per accendere un fuoco, si veste da Batman per fingere la morte del Cavaliere Oscuro quando la Batmobile esplode proprio mentre vi atterra, e innesca un suggerimento postipnotico in se stesso, costringendo lui per reprimere completamente l'aspetto di Batman nella sua mente fino a quando Robin e Nightwing possono sconfiggere Strano. Di fronte a Nightwing e Robin che negano entrambi che Wayne sia Batman e l'evidente mancanza di riflessi di combattimento di Wayne, Strange si preoccupa che la sua teoria secondo cui Bruce Wayne è Batman sia stata smentita e che potrebbe aver effettivamente ucciso Batman. Di fronte a questa situazione conflittuale, Strange ha una crisi mentale e si presenta volontariamente all'Arkham Asylum.
Successivamente, Strange riappare come il capo di una banda di supercriminali che tenta di prendere il controllo dell'East Side di Gotham, quindi controllato da Catwoman. Catwoman si unisce alla banda di Strange, quindi permette ai suoi membri di "scoprire" che intende tradirli, fingendo la sua morte quando tentano di eliminarla. Anche se sconfigge e imprigiona la maggior parte della banda, e persino convince Strange a lasciare l'East Side da sola, Strange la prende ancora in giro sottolineando che aveva simulato la sua morte molto più spesso di lei.
In Batman (vol. 1) n. 665, Batman dice a Tim Drake che un uomo enorme vestito come una combinazione di Bane e Batman lo aveva picchiato e sospetta che l'impostore avesse usato "il siero mostruoso di Hugo Strange e i colpi giornalieri di Venom" per ottenere le sue dimensioni e forza.
Nella trama di Gotham Underground, Strange si sta associando ad altri super criminali come il Cappellaio Matto, Doctor Death e Two-Face. Strano e gli altri sono completati dalla Suicide Squad.
Strange partecipa alla miniserie Salvation Run. È tra i supercriminali imprigionati su un altro pianeta.

## Personalità
Sotto un profilo psicologico, Strange è un sociopatico con manie ossessive nei confronti del Cavaliere oscuro e non ha alcun rispetto per la vita umana. A prima vista può sembrare un uomo freddo, sicuro di sé, incorruttibile, un vero e proprio uomo d'acciaio (forse per cercare di assomigliare il più possibile a Batman), ma in realtà è un codardo insicuro tanto da chiedersi se sia davvero degno di ottenere quello che vuole. Inoltre preferisce tenersi nell'ombra a pianificare piani elaborati perché un approccio troppo diretto col nemico lo rende alquanto agitato.

## Poteri e abilità
La caratteristica principale di Strange è quella di essere un formidabile psichiatra nonché un grande esperto in neuroscienze e criminologia: sa praticamente ogni cosa della mente umana, dote questa che lo aiuta ad essere anche un formidabile manipolatore e stratega. Oltre a questo c'è da sottolineare che è un genio anche nel campo della genetica, della chimica e della biologia: è infatti il creatore di un siero che trasforma gli uomini in dei mostri dalla forza sovrumana e inclini al cannibalismo.
Occasionalmente è stato caratterizzato, in alcune storie a fumetti, anche come un formidabile combattente, con grandi conoscenze nel campo delle arti marziali e una condizione fisica all'apice della perfezione, con ottime doti in forza fisica, velocità e agilità, rendendolo simile a Batman ma tuttavia inferiore, come da lui stesso ammesso.
Il più delle volte tuttavia Strange segue il lato da scienziato e da manipolatore, preferendo agire dietro le quinte senza intromettersi di persona e manipolando gli altri, creando piani ingegnosi e facendo esperimenti psicologici e genetici sulle sue cavie.

## Altri media

### Serie animate
- In Batman Hugo Strange compare per la prima volta nell'episodio Lo strano segreto di Bruce Wayne e lavora come psichiatra in un ospedale, anche se segretamente ha costruito una macchina che legge la mente delle persone. Con essa scopre che Wayne è Batman, dopodiché contatta Joker, Due Facce e il Pinguino: ai tre è pronto ad offrire la prova della vera identità dell'Uomo Pipistrello in cambio di una cospicua ricompensa, ma Bruce Wayne scopre il suo piano e riesce a sabotarlo. Strange decide comunque di svelare l'identità di Batman ma i tre non gli credono e cercano di ucciderlo. Alla fine saranno arrestati, così come lo stesso Strange. Lo Strange di questa continuità riappare brevemente in Justice League Unlimited come membro del Progetto Cadmus.
- In The Batman Hugo Strange compare numerose volte come psichiatra dell'Arkham Asylum, dove si dedica allo studio delle menti criminali (a differenza delle altre versioni viste in precedenza, in questa Strange sembra non essere mai venuto a conoscenza del Cavaliere oscuro; inoltre sembra non essere completamente calvo). La sua attenzione viene catturata dalla contorta mente di Joker, nella quale decide di entrare tramite una speciale macchina. Col tempo però inizia a cambiare il suo metodo di studio, facendo evadere in segreto i carcerati per poi analizzare come si comportano in speciali situazioni. Riesce anche a catturare tutte le menti dei criminali di Gotham riunendole in DAVE, un robot da lui inventato e dotato di potenza e malvagità incredibili. Batman riesce a distruggerlo e svela le intenzioni del professore, che viene così rinchiuso ad Arkham; anche da detenuto, tuttavia, Strange riesce in seguito a creare problemi a tutta Gotham: dalla sua cella infatti somministra a Batman e Robin uno strano veleno che dà allucinazioni, facendo credere loro che la città sia in pericolo e che la devono salvare; il suo scopo è far iniettare proprio da Batman il veleno nella città facendogli credere che si tratti dell'antidoto, ma fortunatamente Bruce riesce a sventare anche questo suo piano. Attualmente Strange è ancora detenuto ad Arkham. Nella stagione conclusiva si scopre che durante l'attacco Joining Strange non ha contribuito a salvare il pianeta, ma al contrario ha raccolto i resti della tecnologia aliena per inviare le coordinate del pianeta in modo da organizzare una seconda invasione. In cambio di ciò Strange chiede come ricompensa tutta la conoscenza dell'Universo ma, una volta ottenuto quello che ha chiesto, l'enorme numero di informazioni causa un sovraccarico del suo cervello rendendolo catatonico.
- Compare anche nella prima stagione della serie Young Justice. In questa versione è lo psicologo del carcere criminale Belle Reve, e collabora segretamente con la Luce.

### Televisione
Strange appare nella serie televisiva Gotham, interpretato dall'attore BD Wong. Nella serie è uno scienziato che lavora alla Indian Hill, una sezione segreta della Wayne Enterprises; è anche il direttore della struttura dell'ospedale psichiatrico Arkham Asylum. Conduce esperimenti illegali sulle persone, e nel suo laboratorio ha molti criminali morti nelle precedenti stagioni (Fish Mooney, Jerome Valeska, Theo Galavan) o dotati di poteri sovrumani (Victor Fries, Bridgit Pike/Firefly), con lo scopo di creare un "esercito". È colui che ha ingaggiato l'assassino di Thomas e Martha Wayne, e lavora per la Corte dei gufi. Viene arrestato alla fine della seconda stagione, e catturato da Fish Mooney nella terza.

### Videogiochi

#### Batman: Arkham
- Una delle prime novità mostrate ai VGA è stata un trailer di Batman: Arkham City, il seguito di Batman: Arkham Asylum, in cui compare il dottor Hugo Strange, terribile genio del male a conoscenza della vera identità di Batman. In questa versione, Strange e Batman si incontrano per la prima volta (questo si può intuire dal fatto che tutti affermano di non aver mai sentito parlare di Hugo Strange prima d'ora). Dopo gli eventi avvenuti in Arkham Asylum Strange riesce, controllando la mente del nuovo sindaco di Gotham City Quincy Sharp, a farsi eleggere direttore del nuovo istituto di sicurezza Arkham City, una parte della vecchia città di Gotham convertita in carcere dove l'unica istituzione è la brutale polizia TYGER. Dopo aver radunato tutte le più grandi menti criminali di Gotham, tra cui il Joker, l'Enigmista, il Pinguino, Mr. Freeze e Due Facce, dà via al "Protocollo 10", un piano che prevede la completa distruzione del carcere e dei suoi detenuti, credendo di diventare così un eroe più grande di Batman. Tuttavia viene fermato in extremis dal Cavaliere Oscuro, nonostante il suo piano abbia già dato luogo a decine di vittime. Viene infine pugnalato da Ra's al Ghul (il vero ideatore di Arkham City, che aveva usato Strange dall'inizio) per aver fallito nell'intento e muore dopo aver attivato il "Protocollo 11", ovvero l'autodistruzione della Wonder Tower, la sua base di controllo.
- In Batman: Arkham Knight, in una storia di Gotham City, Strange appare come un'allucinazione di Quincy Sharp, ex direttore dell'Arkham Asylum ed ex sindaco di Gotham ora in prigione, che lo convince ad impiccarsi.